# Partizipation
Der Begriff Partizipation (lateinisch participatio, „Teilhaftigmachung, Mitteilung“, aus pars, „Teil“, und capere, „fangen, ergreifen, sich aneignen, nehmen usw.“) wird übersetzt mit Beteiligung, Teilhabe, Teilnahme, Mitwirkung, Mitbestimmung, Mitsprache, Einbeziehung usw.

## Partizipation als wissenschaftlicher Begriff

### Soziologie
In der Soziologie bedeutet Partizipation die Einbeziehung von Individuen und Organisationen (sogenannte Stakeholder) in Entscheidungs- und Willensbildungsprozesse. Aus emanzipatorischen, legitimatorischen oder auch aus Gründen gesteigerter Effektivität gilt Partizipation häufig als wünschenswert. Partizipation kann die unterschiedlichsten Beteiligungsformen annehmen (z. B. Bürgerbeteiligung, betriebliche Mitbestimmung, Interessenverband, politische Partei). Partizipation gilt als gesellschaftlich relevant, weil sie zum Aufbau von sozialem Kapital führen kann und dann soziales Vertrauen verstärkt.

### Pädagogik
In der Pädagogik versteht man unter dem Begriff der Partizipation die Einbeziehung von Kindern und Jugendlichen bei allen das Zusammenleben betreffenden Ereignissen und Entscheidungsprozessen. So werden z. B. Hausregeln von Kinder- und Jugendhilfeeinrichtungen gemeinsam ausgehandelt und Kinder bei einer Entscheidung über eine Fremdunterbringung einbezogen. Bei der Wahl von Entscheidungsträgern in der Jugendverbandsarbeit wird das Stimmrecht auch an unter 18-Jährige vergeben, um diese direkt am Entscheidungsprozess partizipieren zu lassen. Klassensprecher nehmen an den SV-Stunden teil und berichten den übrigen Klassenkameraden anschließend davon.

### Kunst
In der Kunst bedeutet Partizipation die Mitwirkung des Publikums an einer Aufführung (Darstellende Kunst) oder an einem Kunstwerk (Bildende Kunst). Dabei kann bereits das Zuschauen an sich und Reaktionen wie Klatschen, Lachen und Buhrufe als Partizipation betrachtet werden oder aber das aktive Einbeziehen der Zuschauer in das künstlerische Geschehen durch Aufforderungen zum Handeln. Das Erstere wird nach dem Kunsttheoretiker Max Glauner als Interaktion, das Zweitere als Kooperation charakterisiert, in der das Publikum an der Entstehung des Kunstwerkes maßgeblich mitwirkt. Die Teilhabe bzw. Partizipation im emphatischen Sinn als koproduktiver Faktor der Werkentstehung bzw. der Aufführungspraxis bezeichnet Glauner als Kollaboration.

### Architektur, Stadtplanung Stadtentwicklung, Städtebau
In den 1960er Jahren entsteht die Partizipations-Bewegung im Wohnungsbau. Sie ist eine der Reaktionen auf die monotonen Wohnblöcke der Nachkriegsarchitektur und zentralistische Stadtplanung.
In der Architektur werden, nach Habraken u. a., zwei Sorten unterschieden: einerseits die „Baukunst“ (u. a. öffentliche Gebäude) und andererseits die „alltägliche Architektur“ (Wohnungsbau mit Partizipation), die teilweise nicht mehr zur Kunst gezählt wird. Wichtige Grundsätze der Partizipation im Wohnungsbau sind: Architektur als Halbprodukt für die individuellen Interpretationen der Bewohner (sowohl innen als außen), Struktur und Einfüllung, Integration von hoher und alltäglicher Kultur im Städtebau.

### Politik
Politische Partizipation ist allgemein die Teilhabe und Beteiligung von Bürgern an politischen Willensbildungs- und Entscheidungsprozessen. Sie ist Gegenstand der politischen Partizipationsforschung, an der als Gebiet der politischen Soziologie neben der Politikwissenschaft auch die Soziologie beteiligt ist.

#### Definition, Formen und Einflussfaktoren
Unter politischer Partizipation werden in Anlehnung an Max Kaase alle Verhaltensweisen von Bürgern verstanden, die (allein oder in einer Gruppe) nach Einflussnahme auf politische Entscheidungen auf den verschiedenen Ebenen des politischen Systems streben. Es gibt zahlreiche Aktivitäten von Bürgern, die der politischen Partizipation zugerechnet werden. In der systematischen Erfassung dieser durch die politische Partizipationsforschung wird unter anderem zwischen verfassten bzw. institutionalisierte Formen, die den rechtlich geregelten Verfahren und Institutionen wie politische Wahlen, politische Parteien und Gewerkschaften entsprechen, und nicht verfassten Formen der Partizipation unterschieden. Ein weiteres Beispiel für die Differenzierung zwischen verschiedenen Partizipationsformen ist die zwischen konventionellen, also etablierten, üblichen und sozial akzeptierten, Formen der politischen Partizipation einerseits und unkonventionellen Partizipationsformen andererseits. Neben weiteren Kriterien zur Erfassung und Differenzierung der zahlreichen Aktivitäten politischer Partizipation differenziert die Partizipationsforschung auch zwischen legalen und illegalen politischen Partizipationsformen.
Leicht zu messende konventionelle und institutionalisierte Partizipationsformen sind die Wahlbeteiligung, die Partizipation in Parteien oder Interessenverbänden und die Übernahme von politischen Ämtern in Parlamenten und Regierungen. Die weniger konventionellen, nicht institutionalisierten oder illegalen Formen der politischen Partizipation sind oft weniger leicht messbar, inzwischen aber ebenfalls Gegenstand der wissenschaftlichen Erforschung politischer Partizipation. Beispiele für weniger konventionelle und nicht institutionalisierte Partizipationsformen sind der Politische Konsum, die Mitwirkung in Bürgerinitiativen oder allgemeiner in Neuen sozialen Bewegungen, die Beteiligung an Petitionen, öffentlichen Diskursen, Demonstrationen oder Streiks.
Das Internet, und insbesondere die Entwicklungen des Web 2.0, ermöglichen sog. E-Partizipation als eine neuartige, breite und gleichzeitig individualistische, zeitlich und örtlich ungebundene Beteiligungsform.
Innerhalb der politischen Partizipationsforschung konkurrieren verschiedene Theorien und Modelle um die angemessene Beschreibung und Erklärung des Gegenstands. Beispielsweise gibt es zur Analyse der politischen Partizipation von Frauen verschiedene Perspektiven und Ansätze. Bei dieser genderorientierten Betrachtung der politischen Partizipation werden verschiedene hemmende oder fördernde Faktoren wie sozio-ökonomische Lage, die nationale politische Kultur, die individuelle politische Orientierung, das „politische Kompetenz-Gefühl“, Frauenförderung und gleichzeitige strukturelle Diskriminierung und die geschlechtstypischen Sozialisationsprozesse berücksichtigt.

### Weitere Ansätze
Innerhalb der Verwaltungswissenschaft entwickelt sich das Feld der Verwaltungsethik, das Möglichkeiten der Partizipation sowohl Interner (z. B. Mitarbeiter) als auch Externer (z. B. Bürger) in den Fokus rückt.
Im Unternehmen (auch in der Arbeits-, Wirtschafts-, Industrie- und Organisationssoziologie, aber auch in einschlägigen Lehrmeinungen z. B. der Betriebswirtschaftslehre) bedeutet Partizipation die Beteiligung von Beschäftigten an der Entscheidungs- und Willensbildung, auch z. B. hierarchisch höherer gesetzter Ebenen der Organisation. Neben der Arbeitnehmerbeteiligung ist eine andere Möglichkeit für Partizipation in Unternehmen die Einbeziehung von Kunden in Entscheidungsprozesse.
Partizipation in der Quartiersplanung;
Sammlung und Erfahrung mit Instrumenten: In der Schweiz ist der partizipative Mitwirkungsprozess weit ausgebaut, aber nicht transparent strukturiert. Je nach Kanton kommen verschiedene Instrumente zur Anwendung. Dies geht von politischen über wirtschaftliche bis hin zu verwaltungstechnischen Instrumenten. Im Kanton Basel ist ab dem 1. Juni 2007 aufgrund der Verfassung ein neuer Mitwirkungsartikel in Kraft getreten.
Im Hochschulkontext bezeichnet studentische Partizipation neben der Beteiligung an der akademischen Selbstverwaltung auch die unmittelbare Beteiligung an der inhaltlichen Ausrichtung von Lehrveranstaltungen sowie der Übernahme von Lehre im Kontext der Peer-Education.
In der Ottawa-Charta der Gesundheitsförderung 1986 wird Partizipation als Kernmerkmal genannt. Mittlerweile ist sie zu einem institutionell anerkannten Prinzip der Gesundheitsförderung geworden.
Partizipation ist ein wichtiges Element transformativer Forschung, bzw. transformativer Wissenschaft. Dies zeigt sich exemplarisch am Beteiligungsansatz von Reallaboren.